# Mike Twin Sullivan
Mike "Twin" Sullivan (Cambridge, 23 de setembro de 1878 - 31 de outubro de 1937) foi um pugilista americano, campeão mundial dos meios-médios entre 1907 e 1908.

## Biografia
Mike Sullivan nasceu em uma família de pugilistas, aonde além dele próprio e de seu irmão gêmeo Jack Sullivan, seu outro irmão menos conhecido Dan Sullivan também se dedicou à prática do boxe.
Começando a boxear em 1901, Sullivan somente veio a enfrentar seu primeiro grande oponente na carreira em 1905, quando subiu ao ringue contra o legendário campeão mundial dos pesos-leves Joe Gans, que naquela ocasião já possuía mais de 130 vitórias no cartel.
Nocauteado logo no primeiro assalto por Gans, Sullivan depois conseguiu se recuperar e chegou até o final dos quinze rounds da luta, que acabou terminando em um empate. No dia seguinte à luta, porém, os jornais noticiaram que Sullivan merecia ter sido o vencedor do combate, levantando assim suspeitas de que a luta tinha sido arranjada.
Então, após mais uma vitória sobre Jimmy Gardner, no início de 1906 Sullivan voltou a se encontrar no ringue contra Gans, em uma luta que foi anunciada como sendo válida pelo título mundial dos meios-médios, haja vista que o campeão Joe Walcott não parecia mais ter condições de boxear após ter sofrido um acidente na mão que o deixara longe dos ringues durante todo o ano de 1905.
Nesse segundo encontro entre Gans e Sullivan, uma vez mais Gans fez Sullivan ir à lona, dessa vez no oitavo assalto. Sullivan, porém, não se deu deixou abater e conseguiu retribuir a queda sofrida, fazendo Gans cair no décimo primeiro. Recuperado da queda, Gans precisou apenas de mais quatro rounds para pôr um fim ao combate, que terminou com um nocaute no décimo quinto assalto.
Poucos dias após esse combate entre Gans e Sulivan, Walcott retornou de mais um ano de inatividade, a fim de provar de que ainda era capaz de praticar boxe. Porém, tendo em vista que Walcott não conseguiu lutar mais do que três rounds, em uma luta que terminou com uma suspeita vitória de Walcott por desqualificação de seu adversário, Joe Gans decidiu reeditar pela terceira vez um novo duelo contra Sullivan, que uma vez mais foi anunciado como sendo válido pelo título mundial dos meios-médios. 
Esse terceiro encontro entre Sullivan e Gans terminou mais uma vez com a vitória de Gans, que após derrubar Sullivan no nono assalto, foi declarado o vencedor no décimo assalto, quando a polícia ordenou que o árbitro interrompesse a luta. Vitorioso no duelo contra Sullivan, Gans porém acabou vendo seu pretenso título mundial ruir em meados de 1906, quando Walcott nocauteou Jack Dougherty.
Terminado seus confrontos contra Gans, ainda em 1906, Sullivan obteve uma vitória e dois empates contra Rube Smith, antes de fechar o ano com uma boa vitória sobre o mesmo Jack Dougherty que Walcott tinha derrotado meses antes.
Iniciando o ano de 1907 com um derrota para o ascedente Harry Lewis, em sua luta seguinte, Sullivan conseguiu chegar ao ápice de sua carreira, quando conquistou o título mundial dos meios-médios ao derrotar Honey Mellody, um lutador que tinha recém retirado o título de Walcott no final de 1906.
Uma vez campeão mundial dos meios-médios, Sullivan defendeu seu título contra Kid Farmer no final de 1907, antes de decidir subir de categoria e disputar o cinturão de campeão mundial dos pesos-médios contra o temível Stanley Ketchel. Realizada logo no princípio de 1908, a luta entre Ketchel e Sullivan durou apenas um assalto, sendo que Ketchel não precisou mais do que dois minutos para nocautear Sullivan. 
Dois meses após sua traumátrica derrota para Ketchel, um ainda combalido Sullivan sofreu para conseguir defender seu título mundial dos meios-médios diante de Jimmy Gardner. Então, alguns meses mais tarde, talvez ainda consternado por sua humilhante derrota contra Ketchel, em meados de 1908, Sullivan decidiu abdicar de seu título mundial.
Posteriormente, Sullivan não conseguiu mais definir qual era o rumo ideal para dar continuidade à sua carreira, ora lutando contra pesos-médios, ora lutando contra meios-médios. Chegou a lutar contra alguns adversários de primeiro escalão, tais como Jimmy Clabby, Dixie Kid e Jack Dillon, mas a falta de constância nos seus resultados acabaram por enterrar de vez sua carreira.
A partir de 1912, já longe das principais arenas de boxe nos Estados Unidos, Sullivan passou se exibir no Canadá, lutando contra adversários inexpressivos, até que por fim decidiu-se aposentar no início de 1914, praticamente sete anos após ter conquistado sua maior glória na carreira.